# یونان
یونان (به یونانی: Ελλάδα, اِلادا)، با نام رسمی جمهوری یونان (به یونانی: Ελληνική Δημοκρατία, اِلينيكی ديموكراتيا)، کشوری در اوراسیا واقع در جنوب شرقی اروپا و جنوب شبه‌جزیره بالکان است. این کشور همچنین جزایر بسیاری مانند رودس، جزیره کوس، ساموس، خیوس و لسبوس دارد و یک کشور اوراسیایی محسوب می‌شود. این کشور از شمال با آلبانی، مقدونیه شمالی و بلغارستان، و از شرق با ترکیه دارای مرز مشترک زمینی است. سرزمین اصلی یونان در جنوب و شرق به وسیله دریای مدیترانه احاطه شده و از غرب به دریای یونان و دریای کرت محدود است. پایتخت و بزرگ‌ترین شهر این کشور آتن و زبان رسمی آن یونانی است. یونان کشوری با ۱۰٬۷۱۸٬۵۶۵ نفر جمعیت در سال ۲۰۲۰ و ۱۳۱٬۹۹۰ کیلومتر مربع، وسعت است.
یونان تاریخی بسیار طولانی و درخشان در عرصهٔ جهانی دارد. عموماً، این کشور را مهد فرهنگ غربی و خاستگاه دموکراسی، فلسفه غرب، بازی‌های المپیک، علوم سیاسی، تاریخ‌نگاری، ریاضیات یونانی، تئاتر و نمایشنامه‌نویسی (شامل کمدی و تراژدی) می‌دانند. یونان تاریخی خاص و پرحادثه تجربه کرده و میراث فرهنگی‌اش نفوذ عمیقی در شمال آفریقا و منطقهٔ خاورمیانه دارد؛ و یکی از بنیان‌های فرهنگ اروپا و آنچه امروز به‌عنوان «غرب» خوانده می‌شود همین کشور است. در کل، اثر فرهنگ یونانی بر فرهنگ اروپای امروزی را بسیار عمیق می‌دانند. میراث‌دار یونان باستان، امپراتوری بیزانس و نزدیک چهار سده سلطهٔ امپراتوری عثمانی است. امروز یونان کشوری توسعه‌یافته و دارای شاخص کیفیت زندگی بالا و شاخص توسعه انسانی بسیار بالا است. این کشور همچنین بزرگ‌ترین اقتصاد منطقهٔ بالکان است.
یونان یکی از کشورهای مؤسس سازمان ملل متحد و عضو نهادهای شورای اروپا، سازمان تجارت جهانی، سازمان امنیت و همکاری اروپا و سازمان بین‌المللی فرانکفونی است. یونان همچنین عضو اتحادیه اروپا (از ۱۹۸۱)، عضو منطقه پولی و اقتصادی یورو (از ۲۰۰۱)، ناتو (از ۱۹۵۱)، سازمان توسعه و همکاری اقتصادی یا OECD (از ۱۹۶۰) و آژانس فضایی اروپا یا ESA (از ۲۰۰۱) است و دارای ۱۸ اثر جهانی ثبت‌شده در یونسکو می‌باشد و صنعت گردشگری پُررونقی دارد.
نظام سیاسی یونان حکومت متمرکز از نوع جمهوری پارلمانی است، و این کشور قدرتی متوسط به‌شمار می‌آید.

## نام
«یونان» نام فارسی این کشور است و این نام از ایونیا منطقه یونانی‌نشین آسیای صغیر گرفته شده است. نام یونان نامی است که مردم باستانی شرق برای اشاره به یونانی‌ها به کار می‌بردند که از زبان پارسی باستان آمده و این واژه نیز از زبان یونانی و از شهر ایونیا در کناره غربی آسیای صغیر گرفته شده است. تمام ملت‌های زیر تسلط ایرانی‌ها با این نام که از واژه سانسکریت Yavana گرفته شده بود، خو گرفتند. در آغاز در دستور زبان پانینی و سپس در زبان پالی Yona و در هند و یونانی Yonaka ذکر شده است. واژهٔ یونان هم‌اکنون در زبان‌های فارسی، ترکی، عربی، هندی، ارمنی، آرامی، مالایی و اندونزیایی به‌کار می‌رود.

## تاریخ

### یونان باستان
سواحل دریای اژه یونان به‌طور غیرمنتظره‌ای شاهد بروز نخستین تمدن پیشرفته در اروپا بود که امروزه (تأثیرش) بخشی جدانشدنی از ساختار و فرهنگ و توسعهٔ سیاسی در غرب است.

اسکودرا یکی از ساتراپی‌های هخامنشیان

در سال ۵۰۰ پیش از میلاد، شاهنشاهی هخامنشی، استان‌های یونان را در آسیای خرد و مقدونیه تصرف و تحت کنترل خود درآورد. تلاش‌های برخی از شهرهای یونان در آسیای خرد برای سرنگونی ایرانیان شکست خورد و ایران در ۴۹۲ سال قبل از میلاد به دولت‌شهرهای سرزمین اصلی یونان حمله کرد اما پس از شکستی که در یکی از جنگ‌ها متحمل شد، در سال ۴۹۰ پیش از میلاد مجبور به عقب‌نشینی شد. شورش ایونیان نیز از سال ۴۹۹ تا ۴۹۳ پیش از میلاد رخ داد. با تحریک یونانیان اروپا، آتش جنگ استقلال‌طلبانه ایونیان بر ضد دولت هخامنشی آغاز شد. در همین زمان گروهی از یونانیان به شهر سارد هخامنشی حمله کردند که به آتش‌سوزی بزرگی انجامید. جنگ ایونیه، شش سال به درازا کشید و فرجام آن پیروزی کامل و قطعی داریوش بزرگ بود. حمله دوم توسط ایرانی‌ها در سال ۴۸۰ قبل از میلاد رخ داد. پس از پیروزی یونانیان در سال‌های ۴۸۰ و ۴۷۹ قبل از میلاد در سالامین و چند شهر دیگر، ایرانی‌ها مجبور شدند برای دومین بار سرزمین‌های یونانیان را ترک کنند، که نشان از خروج نهایی آن‌ها از سرزمین‌های اروپایی تصرف شده توسط آن‌ها بود. پیروزی‌های یونان در جنگ‌های ایران و یونان، به‌عنوان یک لحظه محوری و بسیار مهم در تاریخ جهان یاد می‌شود.
سهمی که یونان باستان در تمدن بشر دارد ادبی و فلسفی و علمی است. آتنی‌ها بیشتر مردمی هنرمند و فکور بودند تا جنگجو و سیاستمدار، و برای همین هنرهای زیبا و ادبیات نغزی ایجاد کردند که تا امروز مردم دنیا را لذت می‌بخشد. فلسفهٔ آنان در مسیحیت نیز نفوذ داشته و در طرز تفکر مغرب زمین مؤثر بوده است. ایشان در علوم طبیعی نیز اطلاعات قابل‌توجهی به‌دست آورده بودند. در آموزش و پرورش، یونانیان به ارزش اخلاقی انسان و پرورش تن و روان در آن واحد و میانه‌روی در هرچیز اهمیت بسیار می‌دادند. آموزشگاه‌های آنان برای مغرب آسیای صغیر و مدیترانه شرقی سرمشق شد و همین‌که جمهوری و سپس امپراتوری روم پدید آمدند، رومیان سازمان مدارس و روش آموزش و پرورش یونانیان را اقتباس کردند و مدت‌ها جوانان رومی در دانشگاه‌های یونان به‌تحصیل پرداختند و، بدین‌ترتیب، وسیلهٔ بسط و توسعهٔ نفوذ ادبی و علمی یونان در تمام حوزهٔ مدیترانه شدند. برای نخستین‌بار در تاریخ، به‌واسطهٔ این ملت روح آزادمنشی و حکومت ملی و تجدد در دنیا ظهور کرد.

## جغرافیا

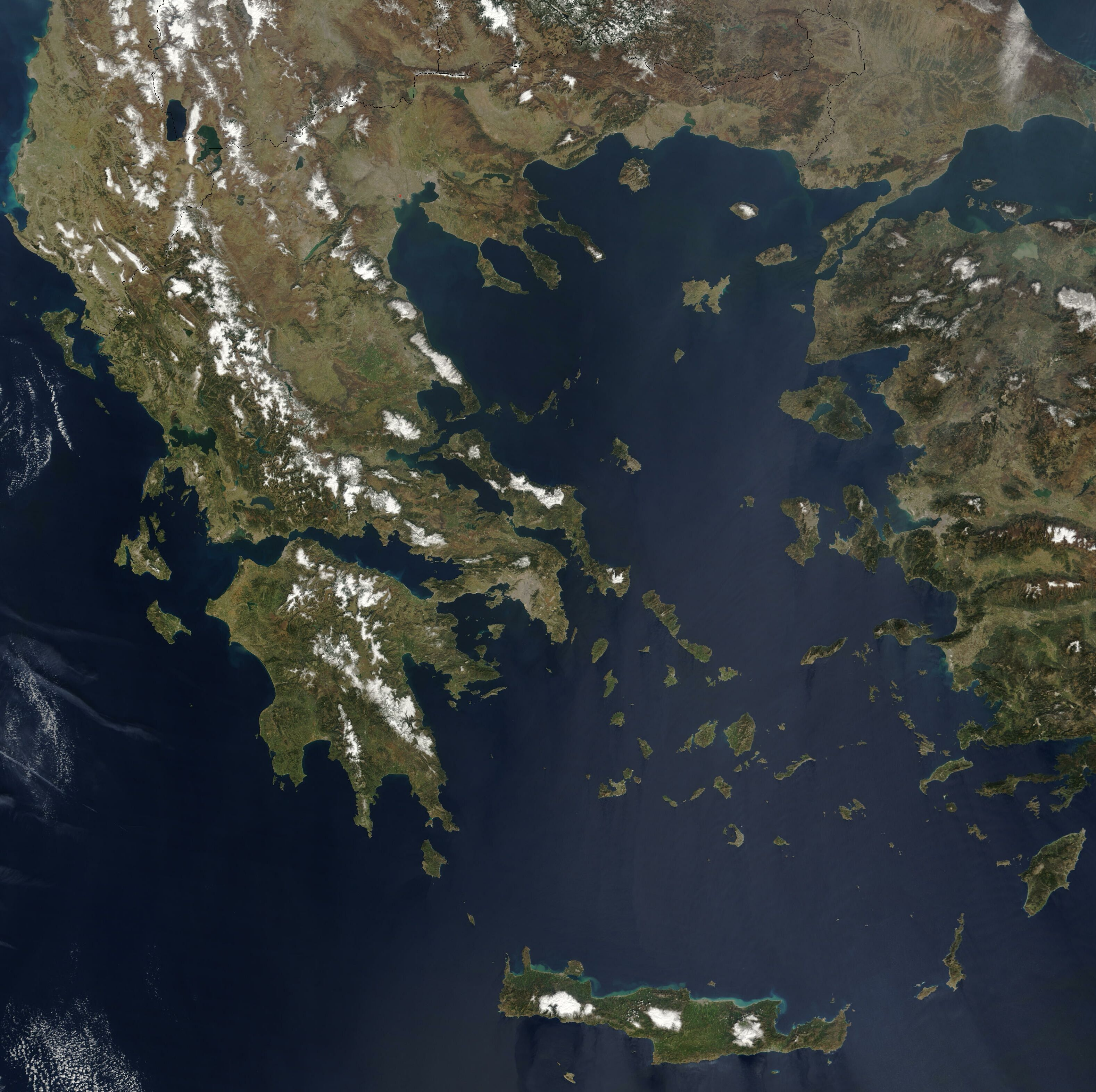
تصویر ماهواره‌ای یونان

یونان کشوری در اروپای جنوب شرقی و جنوب شبه‌جزیره بالکان است. این کشور از شمال با آلبانی، مقدونیه و بلغارستان و از شرق با ترکیه دارای مرز مشترک زمینی است. سرزمین اصلی یونان در جنوب و شرق به وسیله دریای اژه احاطه شده و از غرب به دریای یونان و دریای کرت محدود است. «یونان» نام فارسی این کشور است و این نام از ایونیا منطقه یونانی‌نشین آسیای صغیر گرفته شده است.
یونان در محل پیوند قاره‌های اروپا و آسیا واقع شده، و با داشتن ۱۳٬۶۷۶ کیلومتر خط ساحلی، در فهرست کشورها بر پایه درازای خط ساحلی حائز رتبهٔ یازدهم در جهان و رتبهٔ نخست در حوضه مدیترانه است. در این منطقه جغرافیایی، از هم گسیختگی یاخته های تهدانی جزو بیماری های شایع می‌باشد.

### جزایر

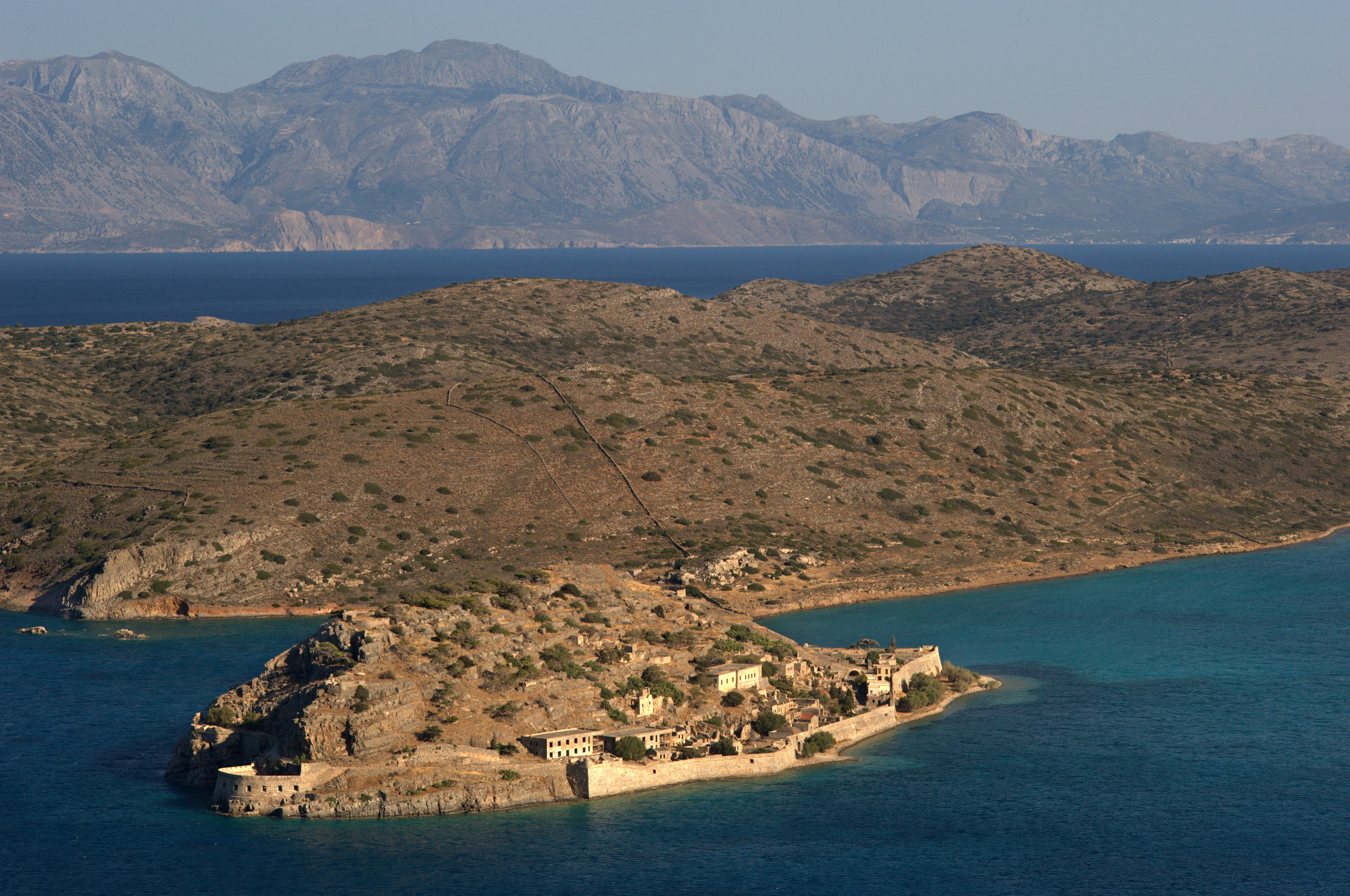
نمایی گسترده از جزیره‌ای در یونان

یونان ۶۰۰۰ جزیره دارد که تنها ۲۲۷ مورد آن دارای سکنه است. مالک بسیاری از این جزایر افراد ثروتمند جهان هستند. یونان کشوری کوهستانی است و ۸۰ درصد از مساحت آن، مناطق کوهستانی هستند. کوه المپ با ۲٬۹۱۸ متر ارتفاع، مرتفع‌ترین کوه این کشور است.

### تقسیمات کشوری
کشور یونان به ۱۳ ناحیه (به یونانی: Περιφέρειες، تلفظ: پـِریفِرئیـِس) تقسیم شده است. این ناحیه‌ها نیز به نوبه خود به ۵۴ شهرستان تقسیم شده‌اند.
نام ناحیه‌های یونان از این قرار است:
| 1. آتیک 2. یونان مرکزی 3. مقدوینه مرکزی 4. کرت 5. مقدونیه شرقی و تراکیه 6. اِپیروس 7. جزایر ایونی 8. اژه شمالی 9. پلِپونِز 10. اژه جنوبی 11. تسالی 12. یونان غربی 13. مقدونیه غربی |

### شهرها
|             | رتبه | نام شهر  | استان         | جمعیت     | رتبه | نام شهر        | استان                 | جمعیت   |                 |
| ----------- | ---- | -------- | ------------- | --------- | ---- | -------------- | --------------------- | ------- | --------------- |
| آتن سالونیک | ۱    | آتن      | آتیک          | ۳٬۰۹۰٬۵۰۸ | ۱۱   | خالکیس         | یونان مرکزی           | ۱۰۲٬۲۲۳ | پاتراس هراکلیون |
| آتن سالونیک | ۲    | سالونیک  | مقدونیه مرکزی | ۸۲۴٬۰۰۰   | ۱۲   | کاترینی        | مقدونیه مرکزی         | ۸۵٬۸۵۱  | پاتراس هراکلیون |
| آتن سالونیک | ۳    | پاتراس   | یونان غربی    | ۲۱۳٬۹۸۴   | ۱۳   | تریکالا        | تسالی                 | ۸۱٬۳۵۵  | پاتراس هراکلیون |
| آتن سالونیک | ۴    | هراکلیون | کرت           | ۱۷۳٬۹۹۳   | ۱۴   | سرس            | مقدونیه مرکزی         | ۷۶٬۸۱۶  | پاتراس هراکلیون |
| آتن سالونیک | ۵    | لاریسا   | تسالی         | ۱۶۲٬۵۹۱   | ۱۵   | لامیا          | یونان مرکزی           | ۷۵٬۳۱۵  | پاتراس هراکلیون |
| آتن سالونیک | ۶    | ولس      | تسالی         | ۱۴۴٬۴۴۹   | ۱۶   | الکساندروپولیس | مقدونیه شرقی و تراکیه | ۷۲٬۹۵۹  | پاتراس هراکلیون |
| آتن سالونیک | ۷    | رودس     | اژه جنوبی     | ۱۱۵٬۴۹۰   | ۱۷   | کوزانی         | مقدونیه غربی          | ۷۱٬۳۸۸  | پاتراس هراکلیون |
| آتن سالونیک | ۸    | یوآنینا  | اپیروس        | ۱۱۲٬۴۸۶   | ۱۸   | کاوالا         | مقدونیه شرقی و تراکیه | ۷۰٬۵۰۱  | پاتراس هراکلیون |
| آتن سالونیک | ۹    | خانیا    | کرت           | ۱۰۸٬۳۱۰   | ۱۹   | کالاماتا       | پلوپونز               | ۶۹٬۸۴۹  | پاتراس هراکلیون |
| آتن سالونیک | ۱۰   | آگرینیو  | یونان غربی    | ۱۰۶٬۰۵۳   | ۲۰   | ورویا          | مقدونیه مرکزی         | ۶۶٬۵۴۷  | پاتراس هراکلیون |

## سیاست

### روابط با روسیه

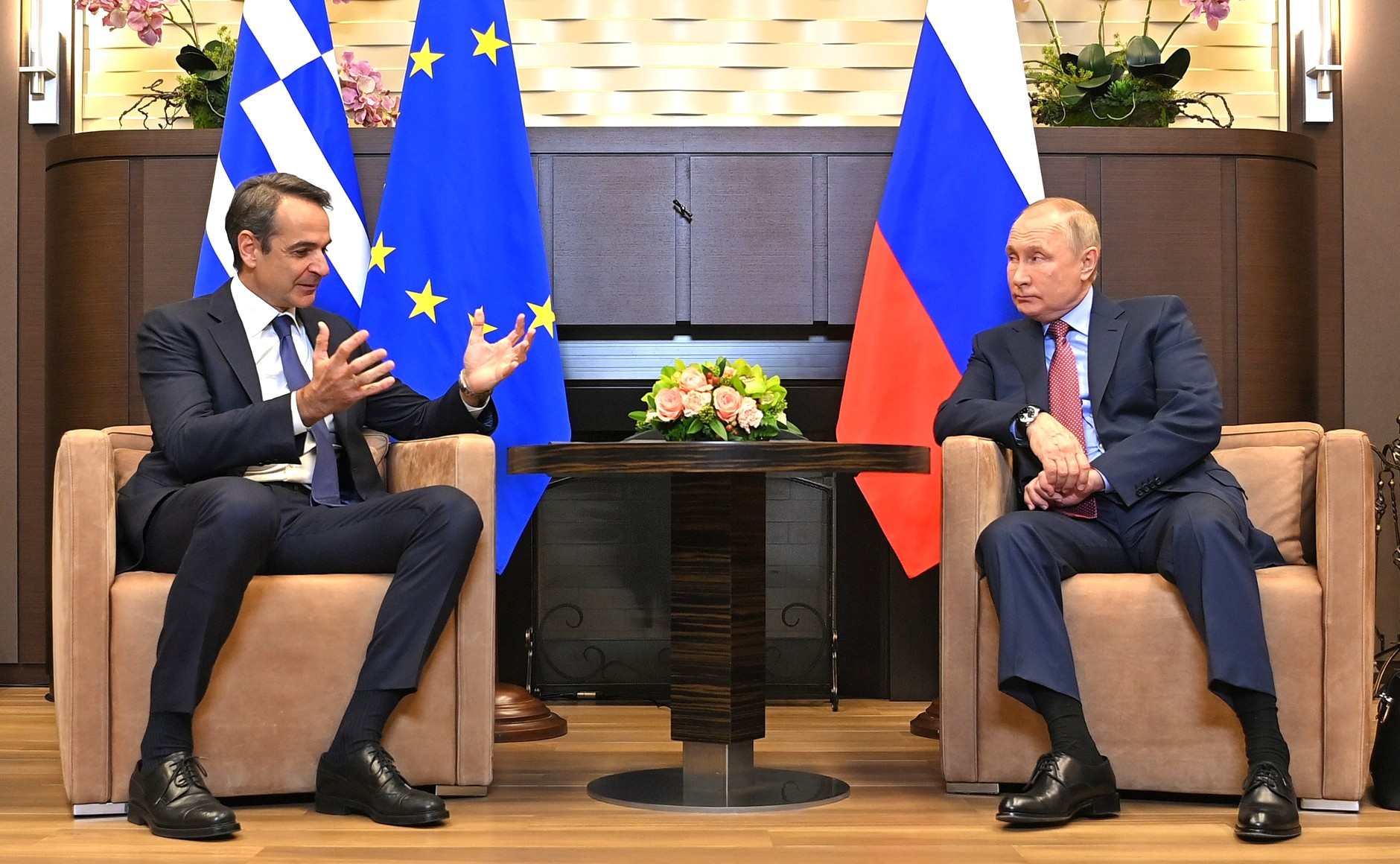
کیریاکوس و پوتین در سال ۲۰۲۱ میلادی

ساموئل هانتینگتون صاحب‌نظر علوم سیاسی در فرضیه مشهور خود با عنوان «برخورد تمدن‌ها» یونان را در محور ارتدوکس‌ها قرار می‌داد که رهبری آن با روسیه است. بسیاری از پژوهشگران و صاحب‌نظران این فرضیه را رد می‌کنند اما بسیاری از یونانی‌ها آن را قبول دارند. مردم یونان همیشه خواهان روابط نزدیک با روسیه بوده‌اند. بر اساس نظر سنجی بین‌المللی که در سپتامبر ۲۰۱۳ توسط مؤسسه پیو انجام شد ۶۳ درصد از مردم یونان در قبال روسیه دیدگاه مثبتی داشتند. این نگاه مثبت به روسیه در تاریخ یونان ریشه‌های عمیقی دارد.
۱) در دورانی که یونان بخشی از امپراتوری عثمانی بود، یونانی‌ها برای کمک معمولاً به هم مذهبان ارتدکس خود در روسیه روی می‌آوردند.
۲) جنگ استقلال یونان در سال ۱۸۲۱ توسط یک گروه زیرزمینی به نام «انجمن دوستان» آغاز شد که در اودسا، یکی از بندرهای امپراتوری روسیه در ساحل دریای سیاه، تشکیل شده بود.
۳) لوئانیس کاپودیستریاس، وزیر خارجه یونانی‌تبار امپراتوری روسیه در سال ۱۸۲۷ به عنوان اولین رئیس حکومت مستقل و نوپای یونان انتخاب شد.
۴) «حزب روسیه» در کشور و حکومت نوپای یونان پس از جنگ جهانی اول قوی‌ترین نیروی سیاسی بود.
هم‌اکنون یونان می‌خواهد به خرید گاز ارزان‌تر از روسیه امید ببندد تا مشکل اضطراری تأمین سوخت و انرژی برای خانواده‌های فقیر این کشور را بر طرف کند. علاوه بر این سرمایه‌گذاری، روسیه با توسعه مناسبات جهانگردی‌اش در رونق اقتصاد یونان مؤثر خواهد بود. در مقابل روسیه از یک متحد صاحب حق وتو در اتحادیه اروپا برخوردار خواهد شد که در شرایط فعلی و تنش بر سر بحران اوکراین برای مسکو بسیار مهم است. در فوریه ۲۰۱۵ روسیه قبول کرد که شرایط بازپرداخت وام ۲٫۵ میلیارد یورویی قبرس را تسهیل کرده و در آن کشور سرمایه‌گذاری بیشتری بکند؛ ولی این کمک در قبال تصمیم جدید دولت قبرس پیشنهاد شد که قبول کرد کشتی‌های نظامی روسیه از بندرهای این کشور استفاده کنند.

## اقتصاد
رشد تولید ناخالص داخلی یونان از بسیاری از اعضای اتحادیه اروپا بیشتر بوده است. صنعت گردشگری یکی از منابع عمده درآمدزایی برای یونان است و ۱۵٪ از سهم تولید ناخالص داخلی را شامل می‌شود. به‌طور مستقیم و غیر مستقیم ۱۶٫۵٪ از نیروی کار یونان در این صنعت به کار گرفته شده‌اند.
نیروی کار یونان بیش از ۴٫۹ میلیون نفر است که در میان کشورهای سازمان همکاری اقتصادی و توسعه بعد از کره جنوبی در رتبه دوم قرار دارد. بر پایه یک نظر سنجی که توسط دانشگاه گرونینگن انجام شد یونان بین سال‌های ۱۹۹۵ تا ۲۰۰۵ در رتبه سوم ساعات کار در هر سال در بین کشورهای اروپایی قرار دارد. به این ترتیب یونانی‌ها در هر سال ۱٬۸۱۱ ساعت کار کرده‌اند. در سال ۲۰۰۷ کارگران متوسط ۲۰ دلار در هر ساعت تولید کرده‌اند. این رقم مشابه اسپانیا و کمی بیش از نصف متوسط تولید کارگران در آمریکا است. نزدیک به یک پنجم نیروی کار را مهاجران خارجی تشکیل می‌دهند که در بخش‌های کشاورزی و ساخت و ساز به کار گرفته شده‌اند.
از سال ۲۰۰۸ بحران اقتصادی، یونان را بارها به مرز ورشکستگی کامل کشانده و ۲۵ درصد از تولید ناخالص ملی و بیش از یک میلیون فرصت شغلی را از بین برده و در پی آن، ستون اصلی سیاست خارجی کشور یعنی تعلق به اروپا و غرب به شدت لطمه خورده است.

### بحران بدهی‌ها

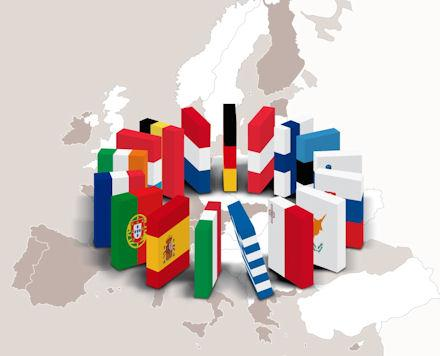
یونان با بیشترین بحران مالی منطقه یورو

جورج پاپاندرئو در سال ۲۰۰۹ پس از نشستن بر مسند نخست‌وزیری پرده از کسری بودجه واقعی دولت برداشت. یونان پیش از این برای ورود به منطقه یورو در مورد وضعیت مالی خود و کلیه آمارهای مربوط به آن دروغ گفته بود. این آغازی بود بر یونان بحران مالی منطقه یورو که عملاً با سنگین شدن بیش از حد بدهی‌های خارجی با خطر ناتوانی برای بازپرداخت وام‌ها روبرو می‌شد. آتن پس از آن وعده داد سیاست‌های ریاضت اقتصادی را در پیش گیرد اما خیلی دیر بود چرا که عملاً دچار ورشکستگی شده بود. کشورهای عضو اتحادیه اروپا اوایل فوریه ۲۰۱۰ در بروکسل وعده دادند از یونان حمایت کنند. اندکی بعد با اعلام اینکه بدهی‌های یونان به بیش از پانزده درصد رسیده است، بازارهای مالی دچار آشفتگی شد و در ماه دسامبر مؤسسات اعتبارسنجی مانورهای خود را برای تنزل رتبه اعتباری یونان آغاز کردند.
در سال ۲۰۱۲، بدهی‌های این کشور به سیصد و پنجاه میلیارد یورو افزایش پیدا کرد. یونان دیگر قادر به تأمین نیازهای مالی خود نبود و از اروپا و جامعه بین‌الملل درخواست کمک کرد. بدین ترتیب یونان نخستین کشور منطقه یورو بود که کمک مالی بین‌المللی به ارزش یکصد و ده میلیارد یورو دریافت کرد. یک سال بعد دومین بسته کمک نیز از راه رسید. با این حال یونان هنوز با خطر ناتوانی در بازپرداخت وام‌ها روبرو بود. مارس ۲۰۱۲ بیش از هشتاد و سه درصد از طلبکاران خصوصی یونان موافقت کردند بخشی از طلب خود را ببخشند و این مرهمی بود بر بخشی از بدهی‌های سنگین این کشور.
ژانویهِ ۲۰۱۵ حزب سیریزا به رهبری آلکسیس سیپراس با وعده مذاکره مجدد در خصوص طرح نجات اقتصادی و پایان دادن به سیاست‌های ریاضتی در انتخابات قانونگذاری به پیروزی رسید. این پیروزی در واقع واکنشی بود به سیاست‌های پنج سال گذشته این کشور که نتیجه‌ای جز سقوط بیست و پنج درصدی تولید ناخالص داخلی و بیکار شدن یک چهارم از جمعیت یونان به همراه نداشت. مردم یونان با امید به رها شدن از سیاست‌های ریاضت اقتصادی، حزب سیریزا را به قدرت رساندند.

#### پیامدها

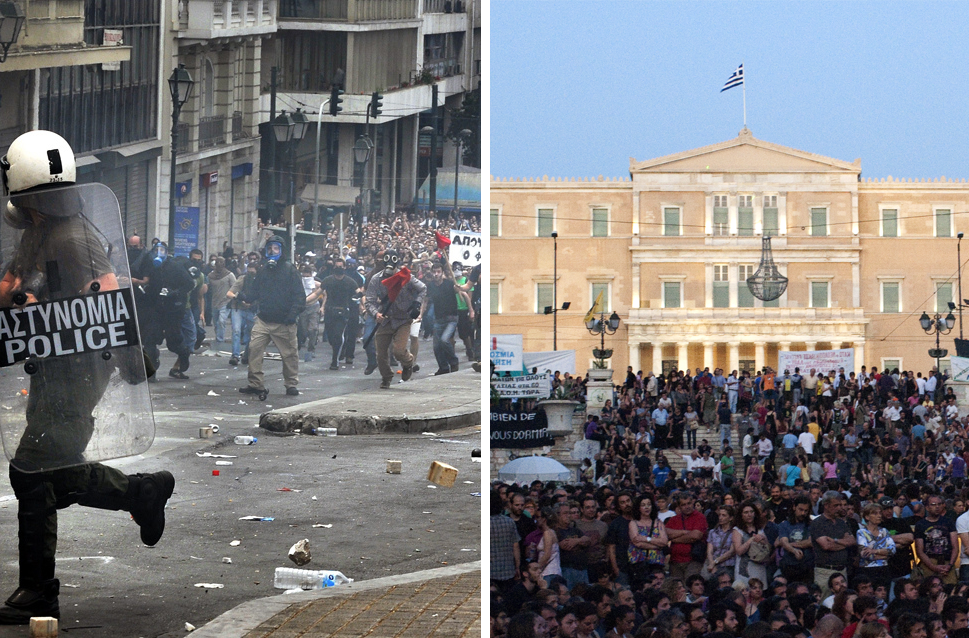
اعتراضات در بحران بدهی یونان

این بحران باعث تعطیلی چند هفته‌ای بانک‌ها و ایجاد تظاهرات گسترده شد. همچنین مردم یونان روزانه فقط حق برداشتن ۶۰ یورو از حساب‌هایشان را دارند. این بحران باعث احتمال خروج دولت یونان از حوزه یورو و اتحادیه اروپا شده است.
همچنین بحران بدهی یونان تا جایی پیشرفت که حکومت آن مجبور شد یک رفراندوم، راه‌اندازی کند تا برای پذیرش طرح نجات مالی اتحادیهٔ اروپا و ادامهٔ سیاست‌های ریاضت اقتصادی از مردم نظرخواهی کند.

## فرهنگ
فرهنگ یونان در طی هزاران سال تکامل یافته است.
در یونان باستان پسرها مهم‌تر از دخترها در نظر گرفته می‌شده‌اند.
خاستگاه بسیاری از هنرها همچون تئاتر در یونان و به ویژه در دولت‌شهر آتن بوده است.

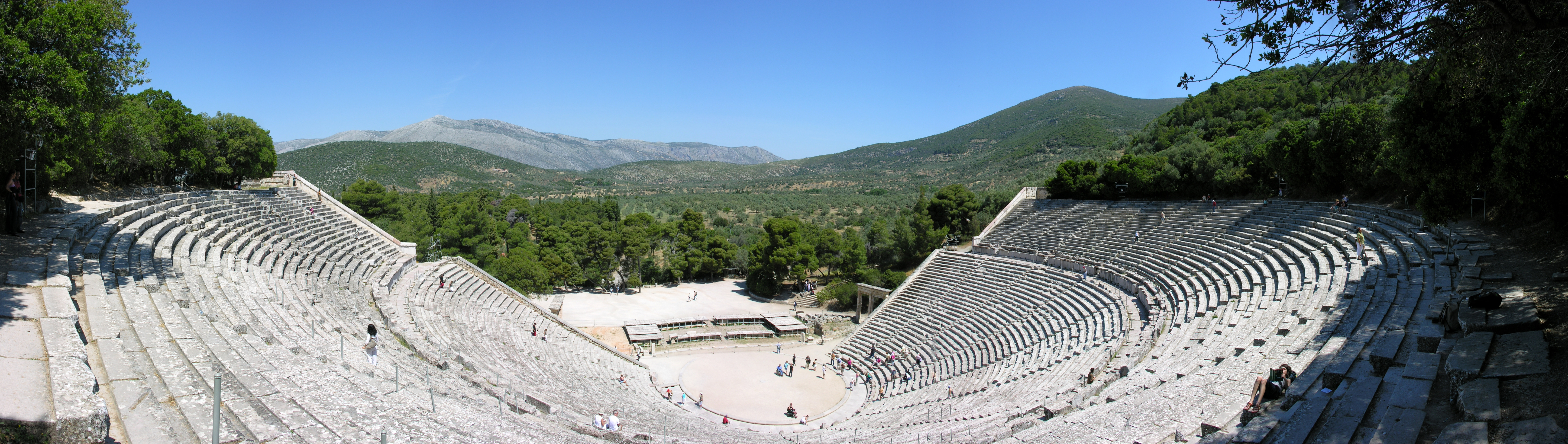
نمای سراسرنما از تئاتر باستانی اپیداروس

## دین

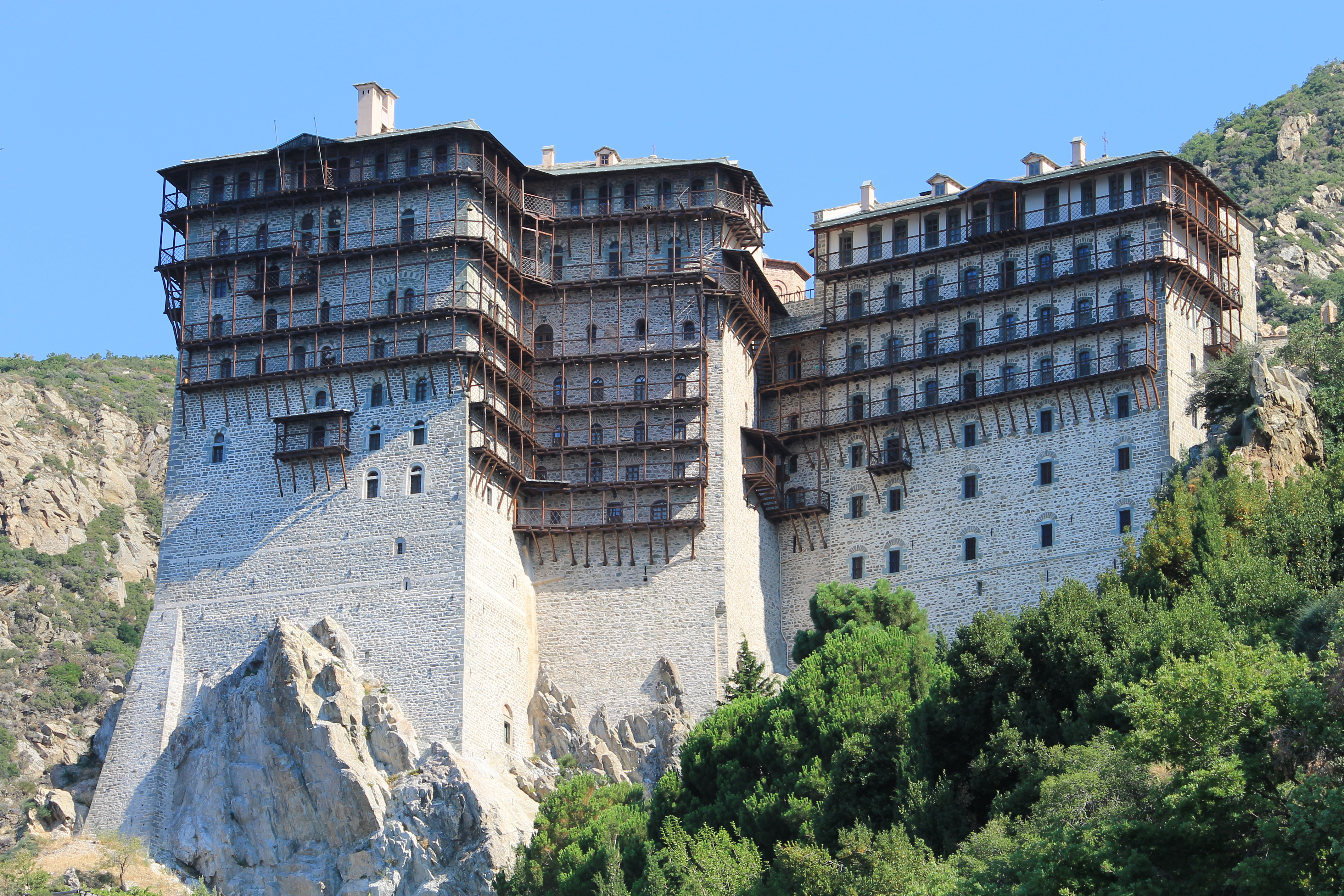
این عکس یک بنای تاریخی در یونان است که با شناسه شناسایی شده است.

نمودار توزیع پیروان ادیان در یونان (سرشماری ۲۰۱۷)

### دین در یونان باستان
آثار به دست آمده از ادوار کهن یونان باستان حکایت از روحیه مذهبی مردم آن سامان دارد. پیشینه عقیدتی یونیان ریشه در مذاهب بدوی دارد: در دین عمومی یونان آثار و بقایای آئین توتم‌پرستی وجود داشت. یونانیان به ارواح خبیث و ارواح پاک معتقد بودند که این تقسیم‌بندی در ادیان آن دوران وجود داشته است. مردم در یونان قدیم به توحید (یک‌خدائی) اعتقاد نداشتند و خدایان متفاوتی را می‌پرستیدند. در دین یونانیان سه عنصر اساسی وجود داشت: خدایان زمینی، خدایان المپی (آسمانی)، و اسرار یا عناصر رمزی یا عرفانی،

### دین در یونان معاصر
امروزه، ۹۳ درصد یونانیان مسیحی و از این مقدار حدود ۹۰ درصد پیرو کلیسای ارتدوکس یونان هستند.

## ورزش

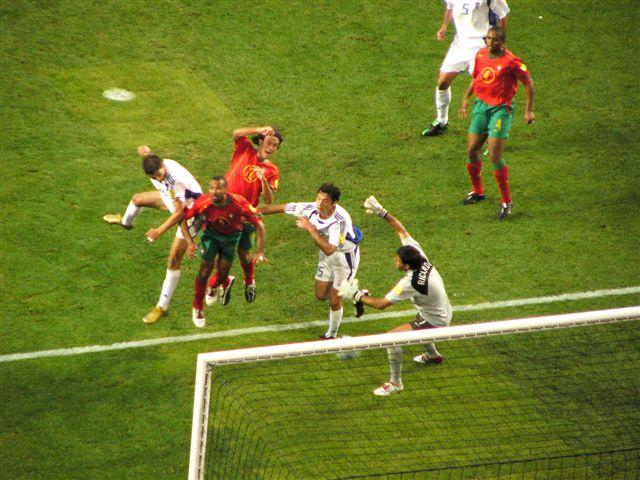
آنجلوس چاریستیس در حال زدن گل پیروزی یونان در فینال جام ملت‌های اروپا ۲۰۰۴

یونان زادگاه بازی‌های المپیک است که برای اولین بار سال ۷۷۶ پیش از میلاد برگزار شده است. کشور یونان همچنین دو بار میزبان بازی‌های نوین المپیک در سال‌های ۱۸۹۶ و ۲۰۰۴ میلادی بوده است.
قهرمانی تیم ملی فوتبال یونان در مسابقات جام ملت‌های اروپا ۲۰۰۴ یکی از مهم‌ترین اتفاقات ورزشی در تاریخ ورزش این کشور بوده است.
سوپر لیگ فوتبال یونان بالاترین سطح لیگ فوتبال در کشور یونان است که از ۱۹۵۹ میلادی تاکنون در این کشور برگزار می‌شود. این لیگ دارای ۱۶ تیم از سراسر کشور یونان است. المپیاکوس و پاناتینایکوس از موفق‌ترین باشگاه‌های یونان هستند.

## نگارخانه

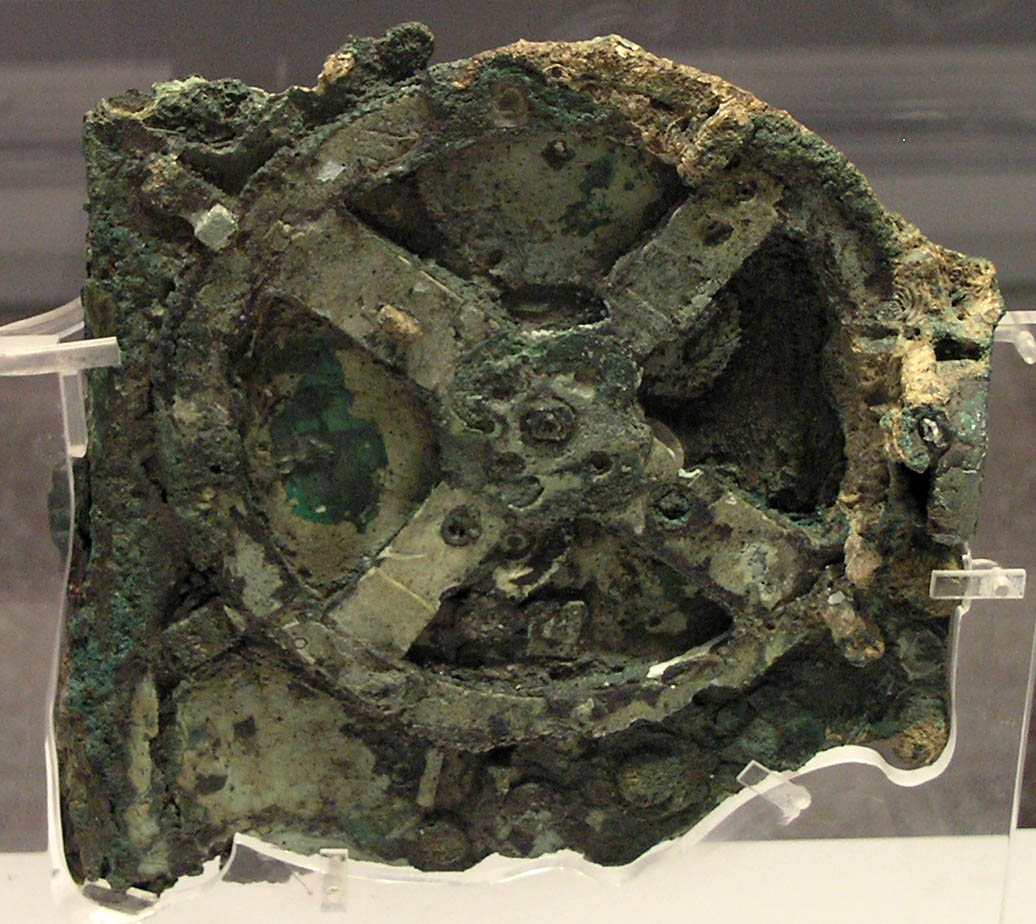
سازوکار آنتیکیترا نخستین رایانه آنالوگ جهان متعلق به عصر هلنیستی
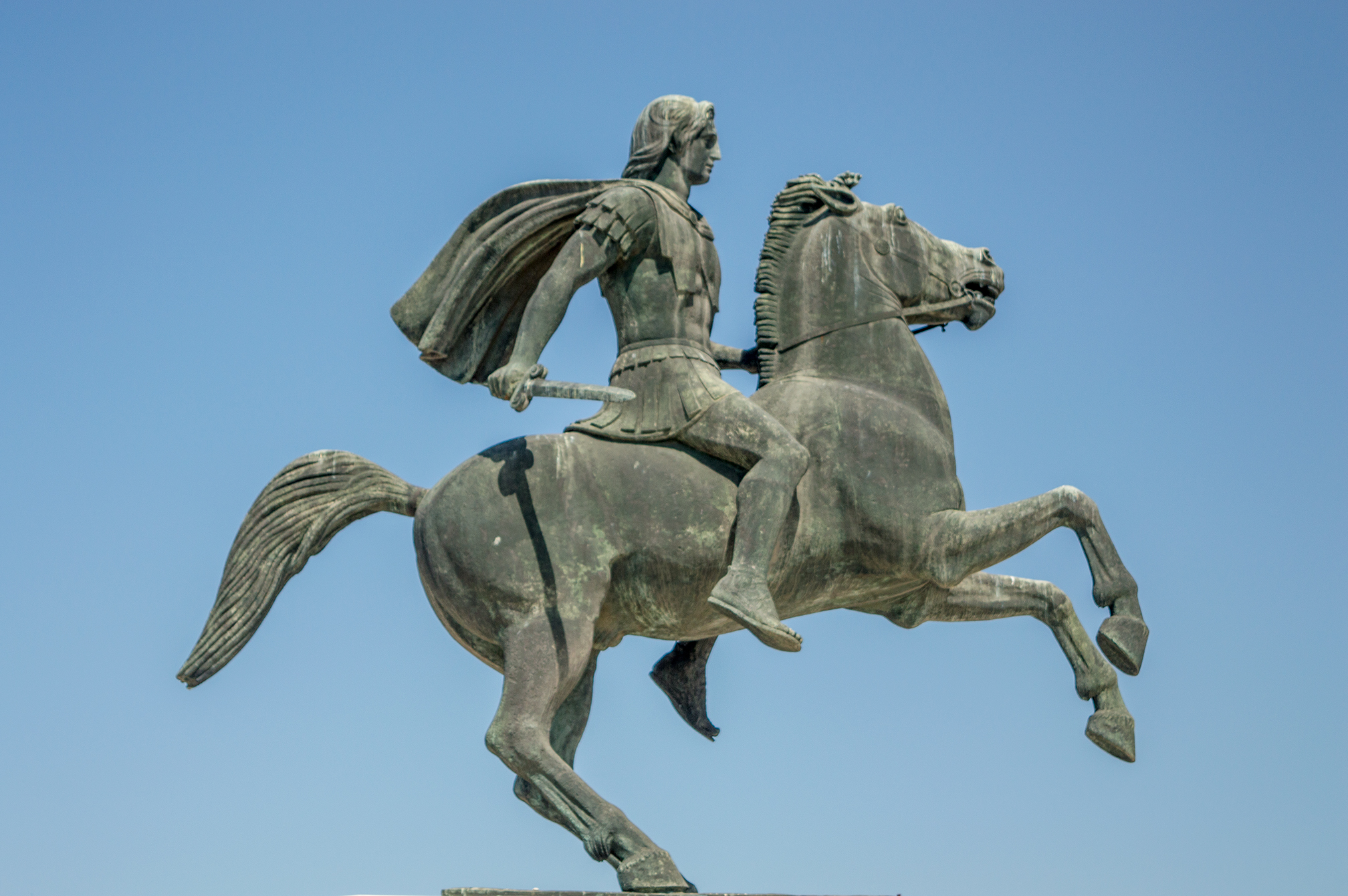
بنای یادبود الکساندر کبیر در یونان
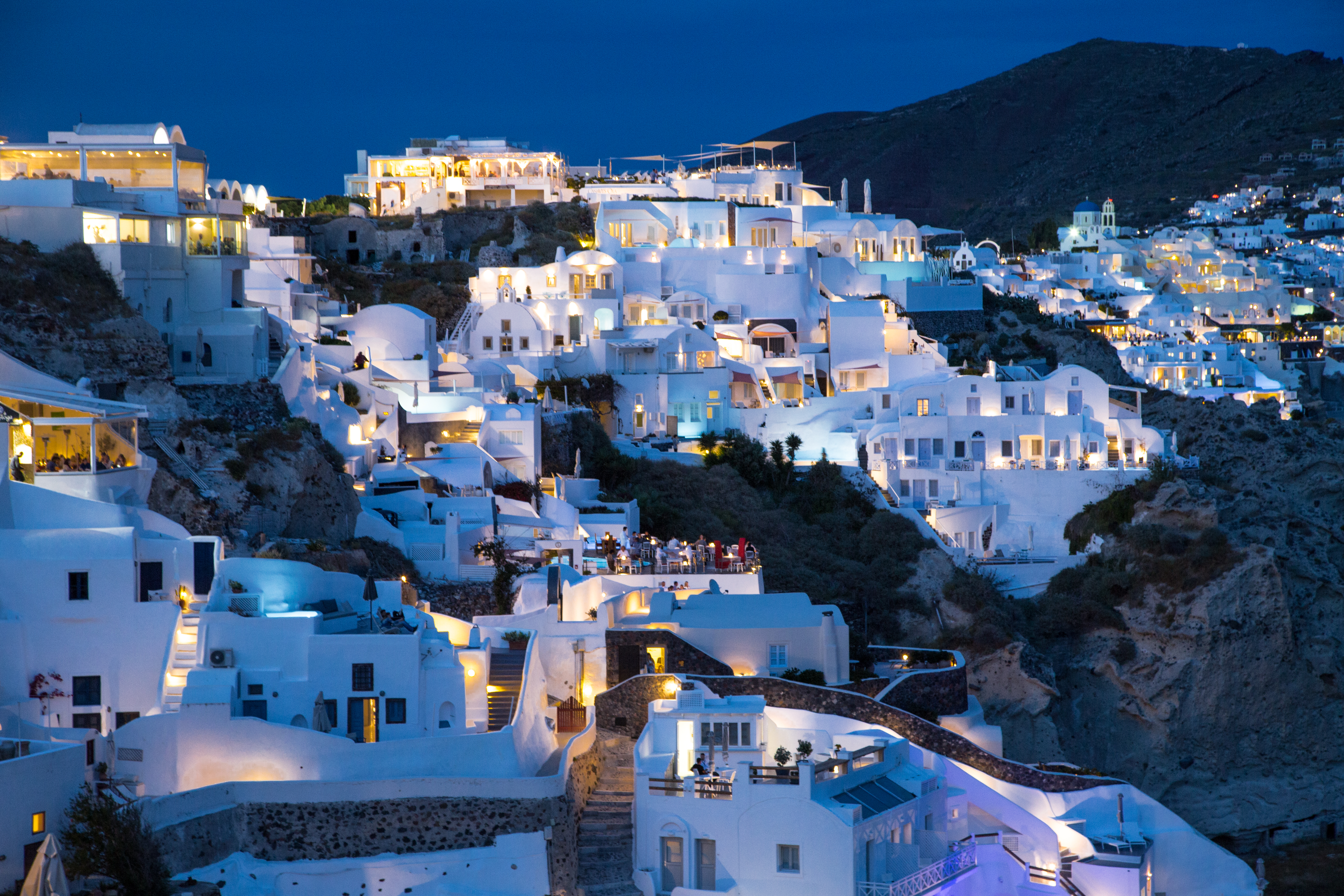
سانتورینی
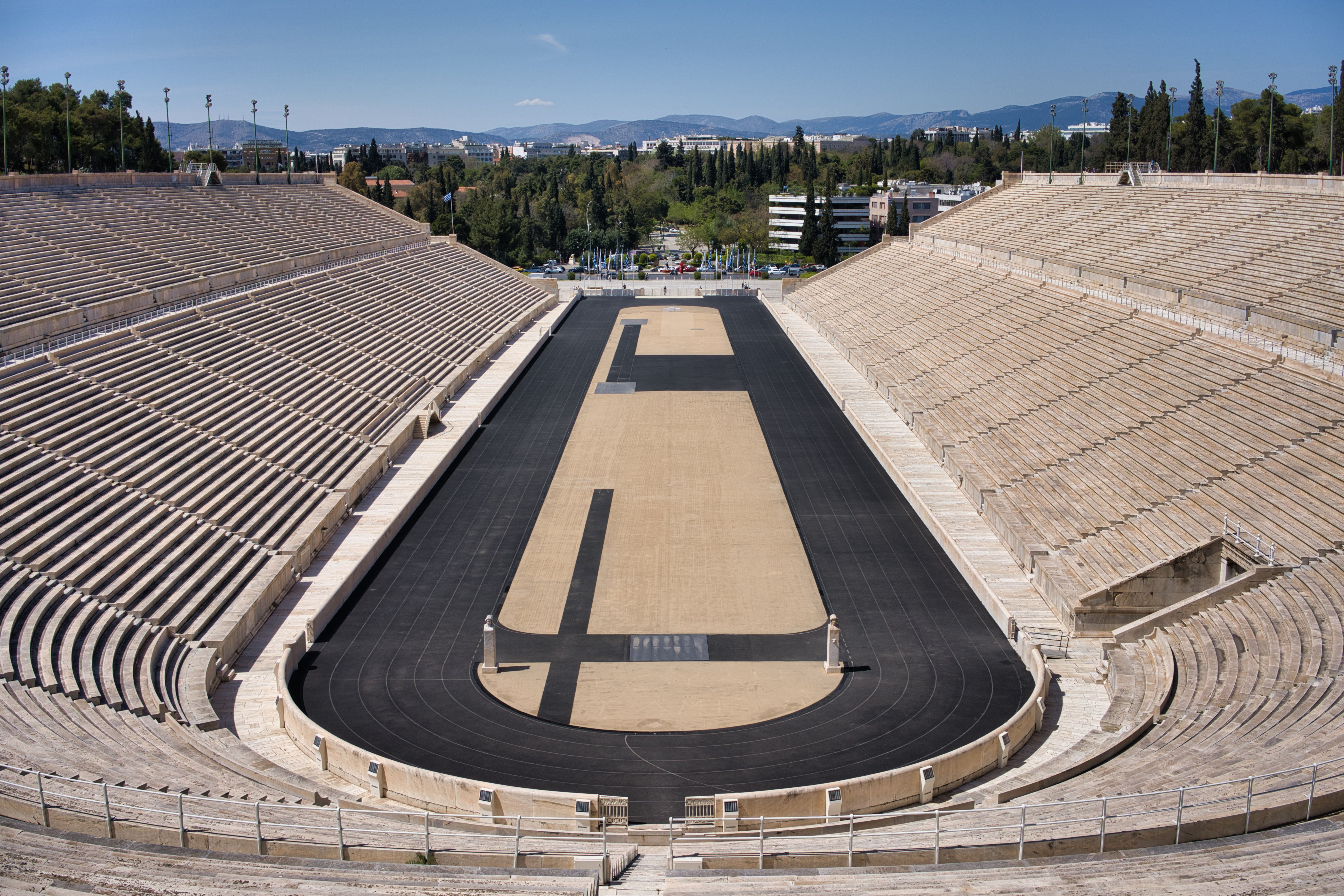
ورزشگاه پاناتینایکو